# Torrenova di Bisterza
Torrenova di Bisterza (in sloveno Trnovo, in tedesco Dornegg) è un paese della Slovenia con una popolazione di 2 200 abitanti, quartiere dell'insediamento e del comune di Bisterza.
La località si trova vicino alla riva destra del fiume Timavo superiore a 1,3 chilometri a nord del capoluogo comunale.

## Storia
Durante il dominio asburgico Torrenova fu comune autonomo e comprendeva buona parte dell'attuale insediamento di Bisterza dell'omonimo comune ad eccezione dell'insediamento di Bisterza propriamente detto.
Dopo la prima guerra mondiale, nel 1920 passò all'Italia a seguito del Trattato di Rapallo, e fu comune autonomo, parte della provincia dell'Istria e comprendeva gli attuali insediamenti (naselja) di Berze di Torrenova (Brce), Buccova grande (Velika Bukovica), Buccova piccola (Mala Bukovica), Cárie (Harije), Cossese (Koseze), Pòglie di Torrenova (Dobro Polje), Postegna (Podstenje), Postegnasca (Podstenjšek), Sarecce di Torrenova (Zarečje), Sarecizza in Val Timavo (Zarečica), Sose (Soze), Tomigna (Tominje) e Topolza (Topolc) del comune di Bisterza.

Nel 1924 passò alla nuova provincia del Carnaro; tre anni dopo il comune fu fuso con il comune di Bisterza, dando luogo al nuovo comune di Villa del Nevoso.
Con il trattato di Parigi del 1947 passò alla Jugoslavia. Attualmente Torrenova è uno dei quartieri della città di Bisterza nonché sede della stazione ferroviaria.

## Corsi d'acqua
Fiume Timavo superiore.